# 208 v. Chr.
Portal Geschichte | Portal Biografien | Aktuelle Ereignisse | Jahreskalender | Tagesartikel

◄ |
4. Jahrhundert v. Chr. |
3. Jahrhundert v. Chr. |
2. Jahrhundert v. Chr. |
►

◄ | 220er v. Chr. | 210er v. Chr. | 200er v. Chr. | 190er v. Chr. |
180er v. Chr. |
►

◄◄ | ◄ | 211 v. Chr. | 210 v. Chr. | 209 v. Chr. | 208 v. Chr. |
207 v. Chr. |
206 v. Chr. |
205 v. Chr. |
► |
►►
Staatsoberhäupter

## Ereignisse

### Zweiter Punischer Krieg

Verlauf des Zweiten Punischen Krieges 218–202 v. Chr.

- Der ehemalige Konsul Titus Manlius Torquatus wird zum dictator der römischen Republik erhoben.
- Scipio der Ältere bleibt in der Schlacht bei Baecula Sieger über Hasdrubal Barkas. Dieser entschließt sich, mit den Resten seiner Truppe das Heer Hannibals in Italien zu verstärken und wählt den Landweg über die Pyrenäen und die Alpen.
- Mago, der jüngste Bruder Hannibals, erhält den Oberbefehl über die karthagischen Einheiten auf der Iberischen Halbinsel.

### Asien
- Li Si, Kanzler des Ersten Kaisers von China, fällt einer Intrige zum Opfer und erleidet die „Fünf Strafen“ der Qin-Dynastie.
- Das Partherreich wird vom Seleukidenreich unter Antiochos III. erobert.

## Gestorben
- August: Li Si, chinesischer Philosoph und Politiker (* um 280 v. Chr.)

- Marcus Claudius Marcellus, römischer General (* um 268 v. Chr.)